# Берлозы
Берло́зы (укр. Берлози) — село в Козелецком районе Черниговской области Украины. Население — 500 человек. Занимает площадь 1,75 км².
Код КОАТУУ: 7422080901. Почтовый индекс: 17003. Телефонный код: +380 4646.

## Власть
Орган местного самоуправления — Берлозовский сельский совет. Почтовый адрес: 17000, Черниговская обл., Козелецкий р-н, с. Берлозы, ул. Каштановая, 3.